# V-Welle
Die V-Welle wird durch eine supramaximale elektrische Stimulation eines peripheren Nervens während einer maximalen, willkürlichen Muskelkontraktion ausgelöst. Die V-Welle kann zur Quantifizierung der neuronalen Ansteuerung des Muskels genutzt werden.

## Grundlagen
Durch eine supramaximale elektrische Stimulation eines peripheren Nervs (z. B. Nervus tibialis) kann, während einer maximalen, willkürlichen Kontraktion neben der direkten Muskelantwort (M-Welle), ein zweites Potential im OEMG beobachtet werden. Diese elektrophysiologische Variation der H-Welle wird als V-Welle (Voluntary-Wave) bezeichnet.
Ab einer bestimmten Stimulationsintensität kommt es zum Rückgang der H-Welle aufgrund der Kollision des afferenten Aktionspotentials mit dem antidromen Aktionspotential. Die Kollision findet aufgrund der unterschiedlichen Leitungsgeschwindigkeiten von Ia-afferenten Nervenfasern und efferenten Nervenfasern in den efferenten Nervenfasern statt. Unter maximaler, willkürlicher Kontraktion können natürliche efferente Aktionspotentiale mit den künstlich evozierten antidromen Aktionspotentialen kollidieren. Dadurch wird es dem peripher evozierten Signal ermöglicht über die monosynaptische Verschaltung im Rückenmark über das ɑ-Motoneuron zurück zum homonymen Muskel zu gelangen. Dieses Muskelaktionspotential entspricht dem der H-Welle, wird aber, da es unter maximaler Kontraktion hervorgerufen wurde, als V-Welle definiert. Mit steigender motoneuronaler Aktivität, wird das antidrome Aktionspotential zunehmend stärker unterdrückt. Dies führt zu einem Anstieg der peak-to-peak Amplitude der V-Welle. Aus dem Verhältnis von maximaler M-Welle und der V-Welle (V/M) könnten demnach Rückschlüsse auf das Ausmaß des efferenten, ɑ-motoneuronalen Outputs gezogen werden.